# ファッション70's
『ファッション70's』（朝: 패션70s）は、2005年韓国のテレビドラマ。「光復60年特別企画ドラマ」として2005年5月23日から8月29日にかけて放送された。
1960年代から1970年代の韓国を舞台に、朝鮮戦争で人生を入れ替わった2人の少女が成長しファッション業界で活躍する物語である。

## 出演
- ハン・ドミ：イ・ヨウォン[1][2]
- コ・ジュニ：キム・ミンジョン[1][2]
- キム・ドンヨン：チュ・ジンモ[1][2]
- チャン・ビン：チョン・ジョンミョン[1][2]

## スタッフ
- 脚本：チョン・ソンヒ
- 演出：イ・ジェギュ、イ・ジョンヒョ